# R56 (Russland)
Die R56 (russisch Р56) ist eine Fernstraße föderaler Bedeutung in Russland. Die 251 km lange Straße verbindet im Nordwesten Russlands die Großstädte Weliki Nowgorod, Verwaltungssitz der Oblast Nowgorod, und Pskow, Zentrum der Oblast Pskow.
Die Straße zweigt nordöstlich von Weliki Nowgorod von der föderalen Fernstraße M10 Rossija ab, durchquert die Stadt in südwestlicher Richtung, umgeht den Ilmensee an der Westseite und folgt dessen Zufluss Schelon am linken Ufer aufwärts bis zur bereits in der Oblast Pskow gelegenen Kleinstadt Porchow. Dort wendet sie sich nach Westen und erreicht schließlich einige Kilometer nordöstlich der Oblasthauptstadt Pskow die föderale Fernstraße R23.
Die Straße ist auf ihrer gesamten Länge asphaltiert und zweispurig ausgebaut.
Bis zur Neuordnung der Nummerierung der Fernstraßen Russlands ab 2010 trug der Abschnitt Nowgorod – Porchow die Nummer A116. Die A116 verlief von Porchow weiter über Ostrow und vorbei am Pytalowo bis zur Grenze nach Lettland (dort weiter als A13 Richtung Rēzekne – Daugavpils – litauische Grenze). Dieser Teil der ehemaligen A116 trägt heute als Regionalstraße der Oblast Pskow bis Ostrow die Nummer 58A-309, weiter die Nummer 58K-306.

## Verlauf
| Vorlage:AB/Wartung/Leer |       | Oblast Nowgorod                                                                                                 |
|                         | (0)   | Weliki Nowgorod, Anschluss an die M10 Rossija Moskau – Sankt Petersburg                                         |
|                         | (48)  | Schimsk, Abzweigung der 49K-15 Richtung Staraja Russa                                                           |
|                         | (73)  | Solzy |
| ===                     |       | Oblast Pskow |
|                         | (151) | Porchow, Abzweigung der 58K-018 Richtung Dedowitschi – Beschanizy                                               |
|                         | (251) | Pskow, Anschluss an die R23 Sankt Petersburg – Newel – Grenze nach Belarus und die A212 zur Grenze nach Estland |